# Bismarck (Észak-Dakota)
Bismarck Észak-Dakota állam és Burleigh megye székhelye. Fargo után az állam második legnépesebb városa. A lakosok számát 2019-ben 73 529 főre becsülték, a város vonzáskörzetével együtt 132 678-re. A Forbes magazin szerint 2017-ben a hetedik leggyorsabban fejlődő kisváros volt az Amerikai Egyesült Államokban.